# Grzegorz Strzelczyk
Grzegorz Strzelczyk (ur. 24 stycznia 1971 w Piekarach Śląskich) – polski prezbiter katolicki, doktor teologii dogmatycznej.
W latach 2004–2012 pracownik Wydziału Teologicznego Uniwersytetu Śląskiego, gdzie wykładał dogmatykę i pełnił funkcję prodziekana ds. nauki, od 2012 sekretarz II Synodu Archidiecezji Katowickiej. Autor licznych publikacji i książek zarówno w języku polskim, angielskim, jak i włoskim. Od 28 sierpnia 2019 do 1 lipca 2023 proboszcz w parafii św. Maksymiliana Marii Kolbe w Tychach. W latach 2020–2023 był członkiem zarządu Fundacji Świętego Józefa. Od 2023 r. odpowiada za formację stałą księży archidiecezji katowickiej. 

## Życiorys
Grzegorz Strzelczyk urodził się w 1971 w Piekarach Śląskich jako syn Józefa i Marty z domu Biernot. W tym mieście ukończył również szkołę podstawową. Następnie uczęszczał do technikum przy Zespole Szkół Elektryczno-Elektronicznych w Bytomiu. W latach 1991–1995 odbył magisterskie studia filozoficzno-teologiczne w Wyższym Śląskim Seminarium Duchownym w Katowicach. Naukę kontynuował na Wydziale Teologicznym w Lugano, zdobywając tytuł naukowy licencjata kanonicznego.
6 kwietnia 1997 przyjął święcenia diakonatu, a 3 lipca 1998 święcenia kapłańskie. Od 1998 pełnił posługę kapłańską w Riverze, Bironico i Camignolo, a w latach 1999–2000 w parafii św. Szczepana w Katowicach. W marcu 2004, po czteroletnim kształceniu na Papieskim Uniwersytecie Gregoriańskim w Rzymie, obronił pracę doktorską zatytułowaną: Communicatio idiomatum, której przedmiotem rozważań stała się wymiana wzajemnych przymiotów między Jezusem jako Synem Bożym i Synem Człowieczym.
W latach 2004–2012 był kierownikiem Pracowni Komputerowej oraz adiunktem w Zakładzie Teologii Dogmatycznej WTL UŚ. Od września 2008 do sierpnia 2012 zasiadał we władzach Wydziału, jako prodziekan do spraw nauki.
Posiada doświadczenie wychowawcze i pedagogiczne, które nabywał w kraju i za granicą, posługuje się sześcioma językami obcymi. Od 2006 jest członkiem założycielem Towarzystwa Teologów Dogmatyków, od 2008 Laboratorium Więzi. W latach 2007–2011 należał do Europejskiego Towarzystwa Teologii Katolickiej oraz był redaktorem naczelnym czasopisma Teologia w Polsce, zaś w latach 2007–2010 działał w Centrum Kultury i Dialogu przy Wyższej Szkole Filozoficzno-Pedagogicznej Ignatianum.
W czerwcu 2012 został powołany przez abpa Wiktora Skworca w skład Zespołu Presynodalnego, przygotowującego II Synod Archidiecezji Katowickiej, następnie został sekretarzem tegoż synodu.
Centrum teologicznych zainteresowań Grzegorza Strzelczyka jest systematyka, w tym: chrystologia, eklezjologia, dogmatyka, problemy metodologiczne, ruchy charyzmatyczne oraz historia teologii. Jak sam wyznaje, wyrósł w Ruchu Światło-Życie, dlatego też poświęca się kwestii prac nad odnową programu formacyjnego. W 2008 roku został powołany na członka Komisji Teologiczno-Programowej Ruchu.
28 sierpnia 2019 został mianowany proboszczem parafii św. Maksymiliana Marii Kolbe w Tychach. Po czterech latach sprawowania urzędu proboszcza, 1 lipca 2023 objął funkcję odpowiedzialnego za formację stałą księży archidiecezji katowickiej.
W 2019 był współredaktorem dokumentu Świadomość – Zapobieganie – Reagowanie, który określa zasady ochrony dzieci, młodzieży, osób niepełnosprawnych i bezradnych przed wykorzystaniem seksualnym w diecezjach. Dokument ten został przyjęty w archidiecezji katowickiej oraz diecezjach gliwickiej i opolskiej.
W sierpniu 2020 został wybrany na zebraniu plenarnym Episkopatu Polski członkiem zarządu Fundacji Świętego Józefa. We wrześniu 2021 był jednym z prelegentów międzynarodowej konferencji nt. ochrony małoletnich w Warszawie, gdzie wygłosił wykład Nieufność. Uwagi na temat teologicznego wymiaru skutków seksualnego wykorzystywania małoletnich.  W 2022 Rada Fundacji Świętego Józefa udzieliła zarządowi fundacji  absolutorium i po akceptacji Konferencji Episkopatu Polski 11 października 2022 został zatwierdzony jako członek na kolejną kadencję (2022-2025) zarządu Fundacji, który działał w niezmienionym składzie (Marta Titaniec i Janusz Łuczak). 30 czerwca 2023 ks. Strzelczyk zakończył pracę w zarządzie Fundacji Świętego Józefa KEP.

## Poglądy teologiczne
Ks. Strzelczyk jest jednym z pierwszych polskich katolickich duchownych, którzy podjęli otwartą dyskusję z jezuologią, czyli formą refleksji nad osobą Jezusa z Nazaretu, która pomija wiarę w jego boskość w ramach tzw. „trzeciego podejścia do Jezusa historycznego”. W 2008 na łamach „Tygodnika Powszechnego” ukazywała się jego krytyczna analiza wykładów Tomasza Polaka. Niemniej, w trwających współcześnie badaniach nad Jezusem historycznym dopatruje się kilku możliwych korzyści dla polskiego Kościoła:
- namysł nad historycznymi fundamentami wiary w Jezusa[19];
- popularyzowanie rzetelnej wiedzy historyczno-teologicznej w ramach zwykłego nauczania wspólnot chrześcijańskich[19] ;
- wzrost zainteresowania pracą badawczą nad apokryfami[20];
- potwierdzenie wiarygodności kościelnej chrystologii[21];
- odkrycie na nowo "całego radykalizmu wiary" oraz oryginalności chrześcijańskiego orędzia[22];
- uwolnienie wizerunku Jezusa od ideologizacji[23];

## Książki i publikacje
- Communicatio idiomatum, Rzym 2004
- L'Esperienza mistica come locus theologicus, Lugano 2005
- Traktat o Jezusie Chrystusie, Warszawa 2005
- Jezus Chrystus – osoba i dzieło – bibliografia 2001–2002, Katowice 2005
- Teraz Jezus : na tropach żywej chrystologii, Warszawa 2007
- Charyzmat osoby i autorytet urzędu. Wokół pytania o „gatunki literackie” współczesnych wypowiedzi papieskich i Urzędu Nauczycielskiego, Katowice 2007
- Jezus Chrystus – osoba i dzieło – bibliografia 2003–2004, Katowice 2008
- Jezus historyczny w perspektywie dogmatycznej. „Znak”. 647, kwiecień 2009.brak numeru strony
- Jezus Chrystus – osoba i dzieło – bibliografia 2005−2006, Katowice 2010
- Niebo dla średnio zaawansowanych, Kraków 2013
- Kościół a charyzmaty. Teoria, praktyka, kontrowersje, Katowice 2013
- Ćwiczenia duszy, rozciąganie mózgu, Grzegorz Strzelczyk w rozmowie z Jerzym Vetulanim, red. Michał Jędrzejek, Znak, Kraków 2017